# KiraKira Pretty Cure a la Mode
KiraKira☆Pretty Cure A La Mode (jap. キラキラ☆プリキュアアラモード Kirakira☆Purikyua Ara Mōdo) – japońskie anime z gatunku mahō-shōjo, czternaste z serii Pretty Cure, której autorem jest Izumi Tōdō. Serial miał swoją premierę 5 lutego 2017 roku. Jest kolejną serią po Maho Girls Pretty Cure!

## Postacie

### Pretty Cure
Ichika Usami (jap. 宇佐美 いちか Usami Ichika) / Cure Whip (jap. キュアホイップ Kyua Howippu)
Seiyū: Karen Miyama 
Himari Arisugawa (jap. 有栖川 ひまり Arisugawa Himari) / Cure Custard (jap. キュアカスタード Kyua Kasutādo)
Seiyū: Haruka Fukuhara 
Aoi Tategami (jap. 立神 あおい Tategami Aoi) / Cure Gelato (jap. キュアジェラート Kyua Jerāto)
Seiyū: Tomo Muranaka 
Yukari Kotozume (jap. 琴爪 ゆかり Kotozume Yukari) / Cure Macaron (jap. キュアマカロン Kyua Makaron)
Seiyū: Saki Fujita 
Akira Kenjō (jap. 剣城 あきら Kenjō Akira) / Cure Chocolat (jap. キュアショコラ Kyua Chokora)
Seiyū: Nanako Mori 
Kirarin (jap. キラリン Kirarin) / Ciel Kirahoshi (jap. キラ星 シエル Kirahoshi Shieru) / Cure Parfait (jap. キュアパルフェ Kyua Parufe)
Seiyū: Inori Minase 

### Maskotki
Pekorin (jap. ペコリン)
Seiyū: Mika Kanai 
Chorou (jap. 長老 Chōrō)
Seiyū: Yū Mizushima 

### Złoczyńcy
Gummy (jap. ガミー Gamī)
Seiyū: Yūji Ueda 
Pierwszy antagonistów w serii.
Pulupulu (jap. プルプル Purupuru)
Hotto (jap. ホットー)
Choucrea (jap. シュックリー)
Maquillon (jap. マキャロンヌ)
Bitard (jap. ビタード)
Fueru (jap. フエール)
Spongen (jap. スポンジン)
Cookacookie (jap. クッカクッキー)
Tarton (jap. タルトーン)
Giulio (jap. ジュリオ Jiurio) / Pikario (jap. ピカリオ Pikario)
Bibury (jap. ビブリー Biburī)
Noir (jap. ノワール Nowāru)
Grave (jap. グレイブ Gureibu)
Elisio (jap. エリシオ Erishio)
Diabel (jap. ディアブル Diaburu)

## Przedmioty
Sweets Pact (jap. スイーツパクト Suītsu Pakuto)
Animal Sweets (jap. アニマルスイーツ Animaru Suītsu)
Candy Rod (jap. キャンディロッド Kyandi Roddo)
Kirakiraru (jap. キラキラル Kirakiraru)
Rainbow Ribbon (jap. レインボーリボン Reinbō Ribon)
Kirakiraru Creamer (jap. キラキラル クリーマー Kirakiraru Kurīmā)

## Muzyka
Opening
- "SHINE! Kirakira ☆ Pretty Cure a la Mode" (jap. SHINE！キラキラ☆プリキュアアラモード SHINE！ Kirakira ☆ Purikyua Ara Mōdo) (odc. 1-49), Yuri Komagata

Ending
- "Let's・La・Cooking☆Showtime" (jap. レッツ・ラ・クッキン☆ショータイム Rettsu・Ra・Kukkin☆Shōtaimu) (odc. 1~22), Kanako Miyamoto
- "Shubidubi☆Sweets Time" (jap. シュビドゥビ☆スイーツタイム Shubidoubi☆Suītsu Taimu) (odc. 23~49), Kanako Miyamoto